# Akragas (mitologia)
Akragas (gr.  Ακράγας) – w mitologii greckiej syn okeanidy Asterope i Zeusa, wnuk tytana Okeanosa i tytanidy Tetydy, król i założyciel miasta na południowym wybrzeżu Sycylii, które nazwano jego imieniem - obecnie Agrigento.  

## W kulturze
- Stefanos z Bizancjum, s. v. Akragantes